# 佐洛塔里夫卡 (特羅斯佳涅茨區)
50°28′32″N 34°41′29″E / 50.47556°N 34.69139°E
佐洛塔里夫卡（烏克蘭語：Золотарівка）是位於烏克蘭東北部的村莊，由蘇梅州奥赫蒂尔卡区的特羅斯佳內茨市鎮負責管轄。該村處於奧列什尼亞河畔，距離馬爾特尼夫卡1公里，海拔高度151米，2001年人口100。